# Psilopa antennata
Psilopa antennata är en tvåvingeart som beskrevs av Becker 1914. Psilopa antennata ingår i släktet Psilopa och familjen vattenflugor.
Artens utbredningsområde är Kenya. Inga underarter finns listade i Catalogue of Life.